# Fanatique (film, 2007)
Pour les articles homonymes, voir Fanatique.
Pour plus de détails, voir Fiche technique et Distribution.
Fanatique (Hack!), est un film d'horreur américain réalisé par Matt Flynn, sorti en 2007. Matt Flynn s'est inspiré du "snuff movie".

## Synopsis
Sept étudiants, Emily, une intellectuelle, Johnny, Maddy,  Ricky, Tim, le rappeur "Q" et l’étudiante britannique Sylvia, voyagent dans un petit bateau vers une île, afin d'étudier sa faune. Dans cette île résident l'excentrique et reclus Vincent King et sa femme, qui se fait appeler Mary Shelley. Tous deux sont obsédés par le visionnage de vieux films fantastiques et d'horreur. Assez rapidement un mystérieux meurtrier commence à tuer les étudiants un à un, mettant en scène chacun de ses crimes comme une scène culte d'un film d'horreur...

## Fiche technique
- Titre : Fanatique
- Titre original : Hack!
- Réalisation : Matt Flynn
- Scénario : Matt Flynn
- Production : Brian Hartman, Sean Kanan, Joe Knee, Elsa Ramo et Mike Wittlin
- Budget : 2 millions de dollars américains (1,46 million d'euros)
- Musique : Scott Glasgow
- Photographie : Roger Chingirian
- Montage : Kyle Dean Jackson
- Décors : John O. Hartman
- Costumes : Annie Bloom
- Pays d'origine : États-Unis
- Format : Couleurs - 1,85:1 - Dolby Digital - 35 mm
- Genre : Comédie horrifique
- Durée : 89 minutes
- Date de sortie : 17 mai 2007 (marché du film de Cannes)
- Public : Interdit aux moins de 16 ans lors de sa sortie en France.

## Distribution
- Danica McKellar : Emily Longley
- Jay Kenneth Johnson : Johnny
- Juliet Landau : Mary Shelley King
- Adrienne Frantz : Maddy Roth
- Sean Kanan : Vincent King
- Tony Burton : le shérif Stoker
- Justin Chon : Ricky
- Travis Schuldt : Tim
- Gabrielle Richens : Sylvia
- Burt Young : J.T. Bates
- William Forsythe : Willy
- Kane Hodder : Mr Carpenter
- Mike Wittlin : Mr Argento
- Tammy Felice : la petite amie de Maddy
- Noah Guy : Tatooed Leg Pumper

## Autour du film
- Le tournage a débuté le 8 août 2005 et s'est déroulé à Los Angeles.
- Ce film a permis à Burt Young et Tony Burton de rejouer une dernière fois ensemble après s’être côtoyés pendant des années dans la série Rocky : Burt Young incarnait Paulie, le beau-frère de Rocky, et Tony Burton jouait Duke, l'entraîneur.